# بلا باديلا
بلا باديلا هي ممثلة فلبينية، ولدت في 3 مايو 1990 في ماكاتي في الفلبين.

## وصلات خارجية
- بلا باديلا على موقع IMDb (الإنجليزية)
- بلا باديلا على موقع ميوزك برينز (الإنجليزية)
- بلا باديلا على موقع قاعدة بيانات الفيلم (الإنجليزية)
- بلا باديلا على موقع كينوبويسك (الروسية)